# Budapest díszpolgára
A Budapest díszpolgára kitüntető címet Budapest Főváros Közgyűlése adja 1991 óta.

## Története
A díszpolgári cím a Pest és Buda városa által korábban a város érdekében eljáró személyeknek díjmentesen adott polgárjogból alakult. Pesten először 1819-ben, Budán 1830-ban adták ki az első ilyen oklevelet. Pesten legtöbben közel egyidőben az 1838-as pesti árvízben helytállók kapták meg a díszpolgári címet; Wesselényi Miklós a tizenhetedik volt, akinek odaítélték. A városegyesítést követően, 1873-tól a Budapest Székesfőváros törvényhatósági bizottságának volt jogköre a díszpolgári címek adományozásához. Ekkortól a politikai-közéleti érdemek és az alkotómunka elismeréseként adományozták a díszpolgárságot. Mások mellett Munkácsy Mihály és Kossuth Lajos is ebben az időszakban lett a város díszpolgára.
Nagy-Budapest létrehozása, 1950 után Budapesten díszpolgári címet nem adtak ki. 1974-ben egy minisztertanácsi rendelet szabályozta – nem csak Budapest vonatkozásában, hanem országosan – a díszpolgári cím adományozhatóságát. Bár többször felmerült, végül a Kádár-korszakban nem adtak ki Budapesten díszpolgári címet.

### A rendszerváltást követően
1991-ben szabályozta a Fővárosi Közgyűlés a cím adhatóságát. Az első díjakat 1992-ben adták ki, s ettől kezdve november 17-én, a városegyesítés napján, vagyis Budapest "születésnapján" adták át az elismerést. Van olyan jogértelmezés, mely szerint ez a jogszabály törölte valamennyi korábbi díszpolgár címét, így a sokat vitatott Julius Jacob von Haynauét és Joszif Visszarionovics Sztálinét is. Ettől függetlenül a 2000-es években többször felmerült, hogy egyes korábbi díszpolgároktól végleg vissza kell vonni a címet. Erre végül a 2011. március 23-i közgyűlésen került sor: ekkor vonták vissza Haynau osztrák hadvezér, Jellasics horvát bán, Windisch-Grätz osztrák tábornok és Alexander Bach osztrák belügyminiszter, valamint Ivan Fjodorovics Paszkevics, az orosz hadsereg főparancsnoka 1849-ben, Felix zu Schwarzenberg osztrák miniszterelnök, Karl Ludwig Grünne osztrák tábornok és Karl von Geringer osztrák császári biztos, továbbá Sztálin díszpolgári címeit. Ugyanekkor döntöttek arról is, hogy nem november 17-én, hanem június 19-én, a szovjet csapatok kivonulásának napján adják át a díszpolgári címeket.
2015. február 15-én a közgyűlés Tarlós István főpolgármester javaslatára arról döntött, hogy az addig pénzjutalommal nem járó elismerés mellé a cím kitüntetettjei bruttó egymillió forint is jár. Ugyanekkor maximálták a díjazottak számát: legfeljebb hat új díszpolgárt avathatnak, és két díjat adhatnak posztumusz jelleggel.

## A díj
A díjjal egy oklevél és egy aranyból készült, nemzeti színű szalagon függő emlékérem jár. Az oklevél a főváros címerén kívül tartalmazza a kitüntetett személy nevét, foglalkozását, az adományozás okát és keltét, valamint a főpolgármester aláírását és pecsétjének lenyomatát. A díjazottat meghívják a főváros ünnepségeire, kiemelkedő rendezvényeire, halála esetén pedig az önkormányzat költségén díszsírhelyre jogosult.

## Budapest egyes kerületeinek díszpolgárai
A főváros kerületei is adhatnak díszpolgári címet. Ezeknek a címeknek az átadását az egyes kerületek képviselő-testületei szabályozzák.
- Budapest III. kerülete díszpolgárainak listája
- Budapest IV. kerülete díszpolgárainak listája
- Erzsébetváros díszpolgára
- Budapest XIII. kerülete díszpolgárainak listája
- Budapest XV. kerülete díszpolgárainak listája
- Budapest XVI. kerület díszpolgárainak listája

## Kapcsolódó szócikk
- Budapest díszpolgárainak listája